# Liebl Ervin
Liebl Ervin (Nagyszeben, 1895. november 27. – Budapest, 1927. január 21.) grafikus, szobrász, festő.

## Életpályája
1897–1903 között és 1909–1914 között Vajdahunyadon élt. 1903–1909 között Budapesten lakott. A három alsó gimnáziumi osztályt a budapesti Tavaszmező utcai állami gimnáziumban járta ki. A középiskolát magánúton végezte el. A szászvárosi református gimnáziumban osztályvizsgát tett. 1914-ben szüleivel ismét Budapestre költözött. 1916-ban érettségizett a kolozsvári református főgimnáziumban. 1916-ban a Műegyetem gépészmérnök szakára jelentkezett, de beteg lett, és 10 hónapig ágyban volt. 1918-ban ismét beíratkozott a Műegyetemre, de 1919-ben a bolsevizmus vetett véget tanulmányainak. Mérnöki tanulmányai után, 1918-tól festészettel foglalkozott. Ezután Párizsban, Cannes-ban, San Remó-ban élt; 1925-ben jött vissza Budapestre. 1931-ben a Kovács Szalonban, 1936-ban a Nemzeti Szalonban volt posztumusz kiállítása.
Műveit fantáziagazdagság, barokkos lendület jellemezte. Spanyolnáthában hunyt el.

## Családja
Szülei: Liebl József és Boucher Anna voltak. 1920-ban megnősült, de 1924-ben már elvált feleségétől. 